# هجوم الحريق المتعمد في زولينغن عام 1993
هجوم الحرق المتعمد في سولينغن ((بالألمانية: Solinger Brandanschlag) )، كانت واحدة من أشد حالات العنف العنصري خطورة في ألمانيا الحديثة. في ليلة 28-29 مايو/أيار 1993، أشعل أربعة شبان ألمان (تتراوح أعمارهم بين 16 و23 عاماً) ينتمون إلى جماعة حليقي الرؤوس اليمينية المتطرفة ولديهم صلات بالنازيين الجدد، النار في منزل عائلة تركية كبيرة في مدينة زولينغن في شمال الراين - وستفاليا. وستفاليا، ألمانيا. وقُتلت ثلاث فتيات وامرأتان، وأصيب أربعة عشر آخرون من أفراد العائلة، بينهم العديد من الأطفال، بعضهم بجروح خطيرة. وقد أدى الهجوم إلى احتجاجات عنيفة من جانب أفراد الجالية التركية في العديد من المدن الألمانية وإلى مظاهرات كبيرة من جانب الألمان الآخرين (من أصول غير تركية) للتعبير عن تضامنهم مع الضحايا الأتراك.  وفي أكتوبر/تشرين الأول 1995، أُدين الجناة بتهمة الحرق العمد والقتل وصدرت ضدهم أحكام بالسجن تتراوح بين 10 و15 عاماً. وقد تم تأييد الأحكام بالاستئناف.

## وصلات خارجية
- ذكريات مؤلمة عن حادثة "حريق زولينغن" العنصري
- اعتداء زولينغن العنصري.. كيف كانت الأجواء قبل 25 عاما؟